# 三河乡
三河乡，是中华人民共和国四川省达州市宣汉县曾经下辖的一个乡。2020年6月，撤销三河乡，将原三河乡所属行政区域划归东乡街道管辖。

## 行政区划
三河乡撤销前下辖以下地区：
福溪社区、铁溪河村、长扁村、峰岩村、庙坪村、樟木沟村和大山村。